# Winnipeg Free Press

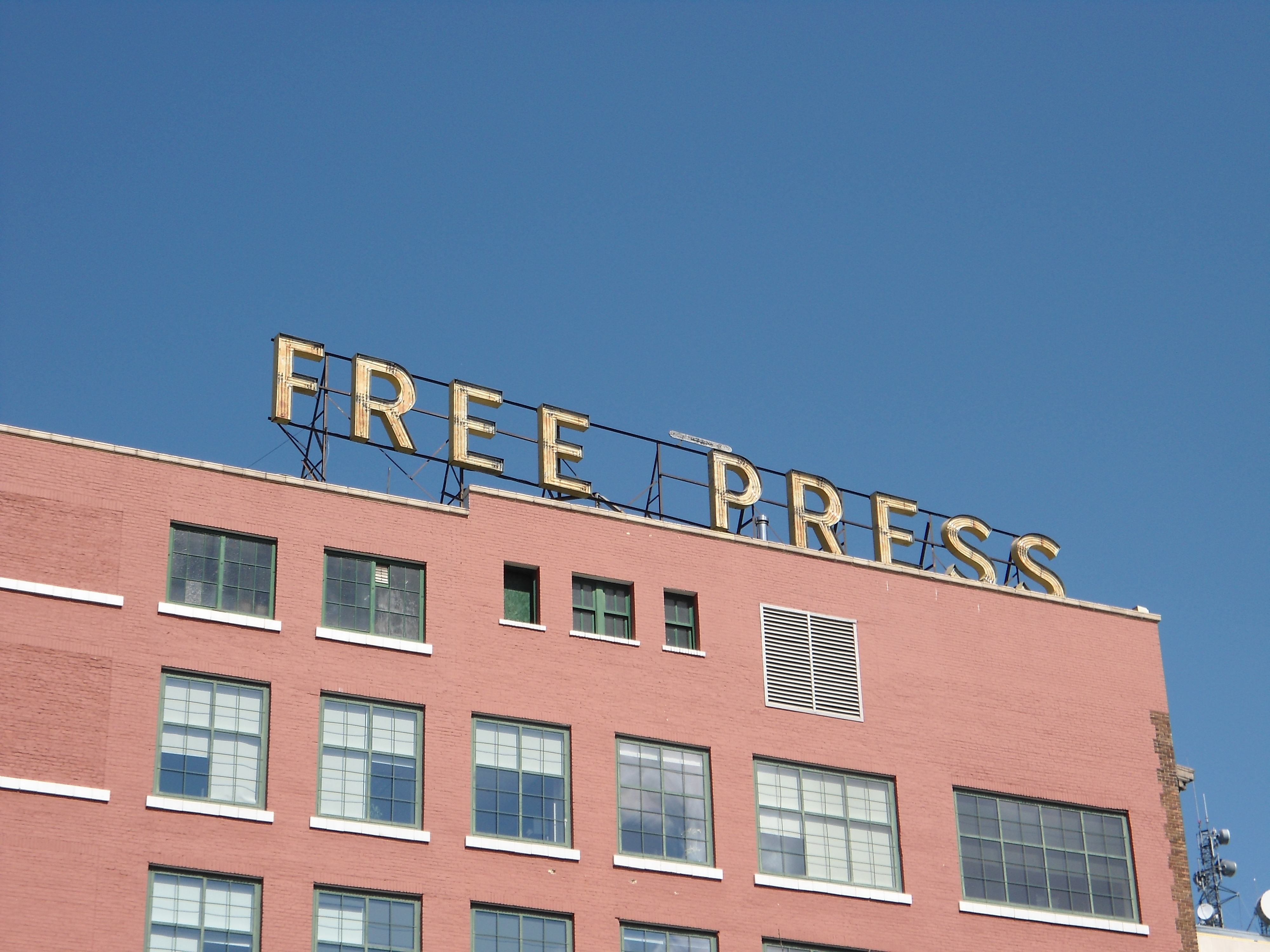

Le Winnipeg Free Press est le principal quotidien publié à Winnipeg, au Manitoba (Canada). Fondé en 1872, il s'agit du plus ancien journal dans l'Ouest canadien.

## Description
Son principal compétiteur est le Winnipeg Sun.
Le Winnipeg Free Press appartient à la même compagnie que le Brandon Sun.